# Бабош, Габор
Габор Бабош (венг. Babos Gábor; род. 24 октября 1974, Шопрон, Дьёр-Мошон-Шопрон) — венгерский футбольный вратарь, завершивший игровую карьеру, в прошлом игрок сборной Венгрии. Сейчас работает тренером вратарей в клубе «НАК Бреда» и сборной Кюрасао.

## Карьера

### В клубах
Габор начинал играть в клубе второго по силе дивизиона Венгрии «Шопрон» из одноимённого города в сезоне 1992/93, в котором он родился. Через три сезона, когда клуб занял последнее место уже в главной лиге страны, Бабош перешёл в МТК — клуб, только что добившийся права выступать в элите. За пять лет с МТК бабош выиграл два чемпионата (1996/97, 1998/99) и три Кубка страны (1996/97, 1998/99, 1999/2000). После сезона 1999/2000, когда его признали лучшим вратарём чемпионата, Бабош перешёл в нидерландский клуб НАК Бреда, который тогда готовился к только что обеспеченному возвращению в Эредивизи.
С клубом венгр не добился каких-либо командных успехов и, став лучшим голкипером чемпионата 2003/04, перешёл в «Фейеноорд». Летом 2001 года роттердамцы уже пытались приобрести его в качестве замены уехавшему в «Ливерпуль» поляку Ежи Дудеку, но трансфер оказался им не по карману. В стане «Фейеноорда» Бабош провёл только чемпионат 2004/05 годов, где клуб финишировал четвёртым, после чего был отдан в годовую аренду НЕКу, а с сезона 2006/07 НЕК заполучил все права на него. C этим клубом, за который он выступал в статусе капитана в течение восьми сезонов, Габор также не завоевал ни медалей, ни титулов. В 2013 году Бабош вернулся в НАК Бреда.

### В сборной
Бабош был в составе олимпийской сборной Венгрии на Играх 1996 года в Атланте, но во всех трёх матчах группового турнира оставался в запасе, а дальше команда не прошла. С марта 1997 года Бабош выступал за первую сборную Венгрии в отборочных турнирах к чемпионатам мира и Европы, но ни разу его команда не пробилась туда. В октябре 2009 года, после невыхода команды на чемпионат мира 2010 года, 34-летний вратарь заявил о прекращении международной карьеры.
| №  | Дата             | Место проведения             | Соперник             | Счёт | Голы | Турнир                               |
| 1  | 19 марта 1997    | Валлетта, Мальта             | Мальта               | 4:1  | -    | Товарищеский матч                    |
| 2  | 2 апреля 1997    | Будапешт, Венгрия            | Австралия            | 1:3  | 3    | Товарищеский матч                    |
| 3  | 8 июня 1997      | Будапешт, Венгрия            | Норвегия             | 1:1  | 1    | Отборочные матчи ЧМ-1998             |
| 4  | 6 августа 1997   | Шиофок, Венгрия              | Мальта               | 3:0  | -    | Товарищеский матч                    |
| 5  | 15 ноября 1997   | Белград, Югославия           | Югославия            | 0:5  | 5    | Отборочные матчи ЧМ-1998             |
| 6  | 23 февраля 2000  | Будапешт, Венгрия            | Австралия            | 0:3  | 3    | Товарищеский матч                    |
| 7  | 28 февраля 2001  | Зеница, Босния и Герцеговина | Босния и Герцеговина | 1:1  | 1    | Товарищеский матч                    |
| 8  | 25 апреля 2001   | Будапешт, Венгрия            | Финляндия            | 0:0  | -    | Товарищеский матч                    |
| 9  | 14 ноября 2001   | Будапешт, Венгрия            | Македония            | 5:0  | -    | Товарищеский матч                    |
| 10 | 13 февраля 2002  | Лимасол, Кипр                | Швейцария            | 1:2  | 2    | Кубок Кипрской футбольной ассоциации |
| 11 | 17 апреля 2002   | Дебрецен, Венгрия            | Беларусь             | 2:5  | 2    | Товарищеский матч                    |
| 12 | 8 мая 2002       | Печ, Венгрия                 | Хорватия             | 0:2  | -    | Товарищеский матч                    |
| 13 | 20 ноября 2002   | Будапешт, Венгрия            | Молдова              | 1:1  | -    | Товарищеский матч                    |
| 14 | 30 апреля 2003   | Будапешт, Венгрия            | Люксембург           | 5:1  | -    | Товарищеский матч                    |
| 15 | 18 февраля 2004  | Пафос, Кипр                  | Армения              | 2:0  | -    | Кубок Кипрской футбольной ассоциации |
| 16 | 31 марта 2004    | Будапешт, Венгрия            | Уэльс                | 1:2  | 2    | Товарищеский матч                    |
| 17 | 28 апреля 2004   | Будапешт, Венгрия            | Бразилия             | 1:4  | 4    | Товарищеский матч                    |
| 18 | 20 августа 2008  | Будапешт, Венгрия            | Черногория           | 3:3  | 3    | Товарищеский матч                    |
| 19 | 6 сентября 2008  | Будапешт, Венгрия            | Дания                | 0:0  | -    | Отборочные матчи ЧМ-2010             |
| 20 | 10 сентября 2008 | Стокгольм, Швеция            | Швеция               | 1:2  | 2    | Отборочные матчи ЧМ-2010             |
| 21 | 19 ноября 2008   | Белфаст, Северная Ирландия   | Северная Ирландия    | 2:0  | -    | Товарищеский матч                    |
| 22 | 28 марта 2009    | Тирана, Албания              | Албания              | 1:0  | -    | Отборочные матчи ЧМ-2010             |
| 23 | 12 августа 2009  | Будапешт, Венгрия            | Румыния              | 0:1  | 1    | Товарищеский матч                    |
| 24 | 5 сентября 2009  | Будапешт, Венгрия            | Швеция               | 1:2  | 2    | Отборочные матчи ЧМ-2010             |
| 25 | 9 сентября 2009  | Будапешт, Венгрия            | Португалия           | 0:1  | 1    | Отборочные матчи ЧМ-2010             |
| 26 | 10 октября 2009  | Лиссабон, Португалия         | Португалия           | 0:3  | 3    | Отборочные матчи ЧМ-2010             |
| 27 | 14 октября 2009  | Копенгаген, Дания            | Дания                | 1:0  | -    | Отборочные матчи ЧМ-2010             |

Итого: 27 матчей / 35 пропущенных голов; 8 побед, 6 ничьих, 13 поражений.

## Достижения

### Командные
«Шопрон»
- Чемпионат Венгрии II:
  - Второе место: 1992/93 (запад) (выход в Венгерский национальный чемпионат I)

МТК
- Чемпионат Венгрии:
  - Чемпион: 1996/97, 1998/99
  - Второе место: 1999/00
- Кубок Венгрии:
  - Победитель: 1996/97, 1998/99, 1999/00

### Личные
МТК
- Чемпионат Венгрии:
  - Лучший вратарь: 1999/00

НАК Бреда
- Чемпионат Нидерландов:
  - Лучший вратарь: 2003/04